# Libkova Voda
Libkova Voda é uma comuna checa localizada na região de Vysočina, distrito de Pelhřimov.